# Lung Ying-tai

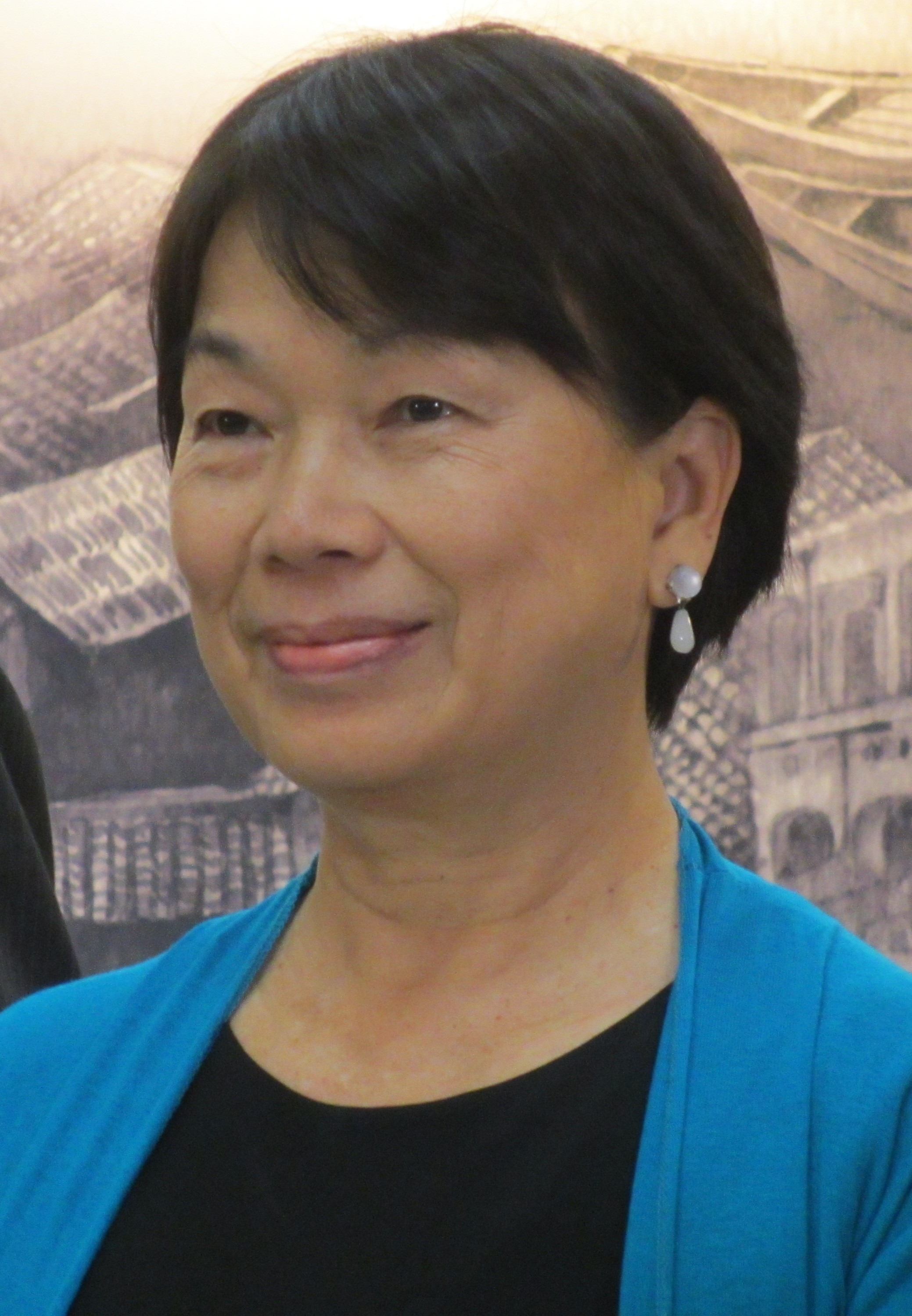
Lung Ying-tai, 2014

Lung Ying-tai (chinesisch 龍應台 / 龙应台, Pinyin Lóng Yìngtái) ist eine Schriftstellerin, Kulturkritikerin und öffentliche Intellektuelle. Mit mehr als 30 Büchern hat sie nicht nur in ihrer Heimat Taiwan eine große Leserschaft, sondern ihre Werke haben auch Einfluss auf chinesischsprachige Gemeinschaften in Hongkong, China, Singapur, Malaysia und Nordamerika. Lung wurde weithin bekannt für ihre Kritik am Kriegsrechtsregime der Kuomintang-Partei und ist seitdem eine Kritikerin der zunehmenden Einschränkungen der Presse- und Bürgerrechte in Festlandchina. Ihre kritischen Essays zu kulturellen und politischen Themen trugen zur Demokratisierung Taiwans bei.
Lung Ying-tai war Taipeis erste Leiterin des Kulturbüros (1999–2003) und Taiwans erste Kulturministerin (2012–2014) Sie gründete 2005 die Lung Ying-tai Cultural Foundation. Derzeit beschäftigt sie sich hauptberuflich mit dem Schreiben und lebt in Osttaiwan am Pazifischen Ozean.

## Frühe Lebensjahre
Lung Ying-tai wurde 1952 in Daliao, Kaohsiung, Taiwan geboren. Ihr Vater, Lung Huai-sheng (龍槐生), verließ sein Zuhause in Hunan und trat im Alter von 15 Jahren der Kuomintang-Armee bei. Ihre Eltern flohen vom chinesischen Festland, nachdem die KMT 1949 den chinesischen Bürgerkrieg verloren hatte. Obwohl es in Taiwan Dörfer gab, in denen viele geflohene Militärfamilien untergebracht wurden (juancun, 眷村), wuchs Lung aber unter der örtlichen Bevölkerung in mehreren Fischer- und Bauerndörfern in Zentral- und Südtaiwan auf.
Wie die meisten Festlandflüchtlinge, die um 1949 nach Taiwan auswanderten, „ohne landwirtschaftliches Erbe, auf das man sich verlassen konnte, ohne Familiennetzwerk, bei dem man Hilfe suchen konnte, ohne angestammten Hintergrund oder sozialen Status, auf den man sich stützen konnte, und ohne lokale Sprache und Kenntnisse, mit denen man sich zurechtfinden konnte“, so Lung Eltern investierten entschlossen in die Bildung der nächsten Generation.“ Trotz der finanziellen Schwierigkeiten bei der Erziehung von vier Kindern bestand Lungs Mutter Ying Meijun (應美君) darauf, dass Lung, ihre einzige Tochter, eine Hochschulausbildung erhielt.
Nach dem Besuch der Tainan Girls' Senior High School erwarb Lung ihren Bachelor-Abschluss in Fremdsprachen und Literatur an der National Cheng Kung University und einen Doktortitel in englischer und amerikanischer Literatur an der Kansas State University.

## Frühe Karriere, 1983–1999
Taiwan stand unter Kuomingtangs Einparteienherrschaft, als Lung Ying-tai 1983 nach Taiwan zurückkehrte. Sie startete eine Kolumne in der China Times, in der sie Reflexionen und Kritik an der zeitgenössischen taiwanesischen Gesellschaft lieferte. Diese Aufsätze wurden 1985 gemeinsam als Zusammenstellung mit dem Titel Ye Huo Ji (野火集, The Wild Fire Collection) veröffentlicht. Das Buch wurde in 21 Tagen 24 Mal neu aufgelegt und erregte so viel Aufmerksamkeit, dass der Dichter Yu Kwang-chung seine Wirkung als „Tornado“ bezeichnete (der chinesische Ausdruck „Longjuanfeng“ war ein Wortspiel mit Lungs Namen). Es wurde „das meistverkaufte und meistdiskutierte Buch des Jahrzehnts in Taiwan“ und galt als einflussreich für den Demokratisierungsprozess der Insel.
Lung zog 1986 mit ihrem Mann nach Europa. Während ihrer Zeit in Europa blieb sie produktiv und verfasste die folgenden Bücher: Ren Zai Ouzhou (人在歐洲, 1988, The Mundane and the Lofty – Reise durch Europa), Xie Gei Taiwan de Xin (寫給台灣的信, 1992, Letters to Home), Kan Shiji Mo Xiang Ni Zou Lai (看世紀末向你走來, 1994, Living in a „Fin de siècle“), Haizi Ni Manman Lai (孩子你慢 慢來, 1994, Take Your Time, My Children), Mei Li De Quan Li (美麗的權利, 1994, The Right to Seduce), Zai Heidebao Zhui Ru Qing Wang (在海德堡墜入情網, 1995, In the Shadows of Heidelberg: Eine Geschichte von Liebe und Schicksal), Gan Bei Ba Tuomasiman (乾杯吧托馬斯曼, 1996, Cheers, Thomas Mann), Wo De Bu An (我的不安, 1997, Our Age of Uncertainty), Ah! Shanghai Nan Ren (啊！上海男人, 1998, Shanghai Men) und Bainian Sisuo (百年思索, 1999, Reflections of this Century).
Lung schreibt in mehr als einer Sprache und für mehr als ein Publikum. „Es ist nicht ungewöhnlich, dass sie einen Aufsatz gleichzeitig in der China Times aus Taipeh und Wen Hui Bao in Shanghai veröffentlicht, wobei die deutsche Version in der Frankfurter Allgemeinen und die englische Version im europäischen Dienst der BBC erscheint.“ Ihre Arbeiten erscheinen seit Anfang der 1990er Jahre in Zeitungen auf dem chinesischen Festland. 1994 kritisierte sie in einem Artikel mit dem Titel „Gott sei Dank bin ich kein Singapurer“ (幸好我不是新加坡人) die Einschränkungen der persönlichen Freiheit durch die singapurische Regierung.

## Rückkehr nach Taipeh zum öffentlichen Dienst, 1999–2003
1999 reiste der Bürgermeister von Taipeh, Ma Ying-jeou, nach Deutschland und lud Lung ein, als erster Direktor des Kulturbüros der Stadt Taipeh zu fungieren. Sie kehrte nach Taiwan zurück und übernahm die Rolle im September 1999. Während ihrer Amtszeit entwarf und implementierte er Richtlinien, die die Sichtbarkeit der Künste in der Stadt erhöhten und 20 historische Stätten restaurierte und umgestaltete, darunter den Songshan Cultural and Creative Park und den Kunstsalon in der Residenz des Bürgermeisters, Huashan Creative Park, Taipei Film House, Wistaria Tea House, Treasure Hill, Chien Mu House und Lin Yutang House, unter anderem. Das Kulturbüro listete und schützte 1.146 alte Bäume, rettete 276 vor der Entfernung und erließ die „Taipei City Tree Protection Ordinance“, die erste ihrer Art in Taiwan. Lung förderte auch den kulturellen Austausch zwischen lokalen und internationalen Künstlern – mehr als 50 Künstler aus aller Welt besuchten Taipeh zwischen 1999 und 2002 im Rahmen des Artist-in-Residence-Programms der Stadt. Sie beendete ihre Amtszeit im März 2003 und nahm eine Gastprofessur an der City University of Hong Kong an.

## Engagement durch Schreiben und NGO-Arbeit in Hongkong und Taiwan, 2003–2012
Von 2003 bis 2004 war sie Gastprofessorin an der City University of Hong Kong und setzte diese Rolle am Journalism and Media Studies Center der University of Hong Kong fort.
Sie nahm ihre Karriere als Schriftstellerin wieder auf und veröffentlichte 2003 zwei Bücher: Yinse Xianrenzhang: Long Yingtai Xiaoshuo Ji (銀色仙人掌: 龍應台小說集, Tod durch den Silberkaktus: Eine Sammlung von Kurzgeschichten) und Miandui Dahai de Shihou (面對大海的時候, Wenn man dem Meer gegenübersteht). In letzterem erläuterte Lung komplizierte Themen wie die Herausforderungen, denen die traditionelle Kultur gegenübersteht, wenn sie mit den Kräften der Modernisierung und Internationalisierung konfrontiert wird; „In Taipeh gibt es 58 Starbucks-Filialen, aber nur ein Zi Teng Lu (Wistaria Tea House, ein traditionelles Teehaus). Weltweit gibt es 6.600 Starbucks-Filialen, aber nur einen Zi Teng Lu.“ Sie erläuterte auch die Probleme, die mit dem von der Regierung Chen Shui-bian vertretenen Entsinisierungsnarrativ verbunden sind: „Eine politische Partei ist nicht gleichbedeutend mit einer Nation; eine Nation ist nicht gleichbedeutend mit ihrer Kultur; die KPCh ist nicht gleichbedeutend mit China; und.“ „China ist nicht gleichbedeutend mit der Volksrepublik China.“ Diese Artikel lösten hitzige Debatten aus, die es seit Jahren nicht mehr gegeben hatte.
Im Jahr 2005 übernahm sie die Stelle einer Vollzeitprofessorin an der National Tsing Hua University in Taiwan. Im Juli desselben Jahres gründete sie die Lung Ying-tai Cultural Foundation, eine Plattform, die sich der Förderung des bürgerschaftlichen Engagements und der Förderung intellektueller Diskussionen durch Vorträge widmet, um die Perspektiven der Jugend zu erweitern.
Im Januar 2006 schrieb Lung einen offenen Brief an Hu Jintao, nachdem Bing Dian (Freezing Point), ein einflussreiches Wochenmagazin in China, wegen der Veröffentlichung von Anti-KPCh-Inhalten geschlossen worden war. Dieser Brief mit dem Titel „Qing Yong Wenming Lai Shuifu Wo“ (請用文明來說服我, Eine Frage der Höflichkeit, ein offener Brief an Hu Jintao) kritisierte Hus Entscheidung, das Magazin zu schließen, und die Unterdrückung der Redefreiheit in China: „Wenn ich eine Wahl zwischen China und Taiwan treffen muss, ist es wirklich nicht so schwer, wie Sie denken: Welches System die Werte vertritt, an die ich glaube, wird mein Land sein; welches auch immer gegen diese Werte verstößt, werde ich verachten und ablehnen.“ ."
Im Jahr 2007 wurde Lung als potenzieller Kandidat für eine Mitgliedsposition im Kontroll-Yuan empfohlen. Sie lehnte das Angebot mit der Begründung ab: „Ich möchte ein unabhängiger Stifter für die Gesellschaft bleiben.“ Von 2008 bis 2009 war Lung Ying-tai der erste Hung Leung Hau Ling Distinguished Fellow in Humanities an der Universität Hongkong. 2009 wurde sie mit dem K.T. geehrt. Li Chair Professor Award der National Cheng Kung University.
2008 erschien ihr Buch Mu Song (目送, Der Abschied), das in ganz Asien populär wurde. Das Buch ist eine Sammlung von 74 Prosawerken, die die Reise durch das Leben festhalten, „vom Verlust ihres Vaters bis zum Alter ihrer Mutter, dem Weggang ihres Sohnes, den Sorgen ihrer Freunde und der Kameradschaft ihrer Brüder.“ „Worte tauchen in die Tiefen der menschlichen Erfahrung ein und erforschen Themen wie Scheitern und Verletzlichkeit, Verlust und Befreiung sowie dauerhafte Bindungen und tiefe Leere.“
Ihr 2009 ihrer Mutter gewidmetes Buch Da Jiang Da Hai 1949 (大江大海一九四九, Big River, Big Sea: Untold Stories of 1949) handelt vom chinesischen Bürgerkrieg und dem Rückzug der Kuomintang nach Taiwan. Lung hoffte, dass ihre Leser mit diesem Buch „eine ganze Generation von Menschen anerkennen, die stillschweigend enorme Traumata erlitten und unter dem eisernen Rad der Geschichte zerquetscht wurden“, und „allen jenen Tribut zollen, die in dieser historischen Epoche mit Füßen getreten, gedemütigt und zerstört wurden“. In achtzehn Monaten wurden in Taiwan und Hongkong 400.000 Exemplare verkauft, auf dem chinesischen Festland wurde es jedoch verboten.

## Kulturminister, 2012–2014
Im Februar 2012 übernahm Lung die Position des Direktors des Cultural Affairs Council of Taiwan mit der Aufgabe, vier separate Ministerien neu zu organisieren und zu konsolidieren, um das Kulturministerium zu gründen. Unter ihrer Führung wurde im Mai 2012 das Kulturministerium offiziell gegründet. Lung wurde zur ersten Kulturministerin Taiwans ernannt. Bei ihrer Amtseinführung am 21. Mai 2012 brachte sie ihre Hoffnung zum Ausdruck, dass die Kulturpolitik der Politik und nicht politischen Zwecken dienen werde. Ihre Politik basierte auf Ansätzen wie „Bodenwurzeln“, „Internationalisierung“, „Cloud-basiert“ und „Werteorientiert“, das heißt, sich mit der Basis zu verbinden, um der allgemeinen Bevölkerung zu dienen, international mit Taiwans Soft Power zu expandieren, Nutzung der Cloud-Technologie, um Kultur mit modernster Wissenschaft zu verbinden, ein innovatives Branchenökosystem zu fördern und die ästhetische Ökonomie zu verbessern. Während ihrer Amtszeit wurde ein seit drei Jahren andauerndes Problem mit dem öffentlich-rechtlichen Fernsehen gelöst. Die Gesetze zum öffentlich-rechtlichen Rundfunk und zum Filmemachen wurden überarbeitet, während neue Gesetze zur Museumsverwaltung und zur Erhaltung des Unterwasserkulturerbes vorgeschlagen wurden. Neue Institutionen, darunter das National Performing Arts Center, das National Film Institute, das Taiwan Traditional Theatre Center, das National Center for Photography and Images und das Taipei Music Center, wurden gegründet. Sie startete auch Initiativen zum Lesen, zur Fernsehkultur sowie zum internationalen und kulturellen Austausch zwischen Taiwan und China.
Am 1. Dezember 2014 reichte Lung ihren Rücktritt von ihrem Ministerposten ein und nannte als Hauptgrund ihre alternde Mutter sowie politische und mediale Feindseligkeiten.

## 2015– heute
Von 2015 bis 2020 war Lung weiterhin Hung Leung Hau Ling Distinguished Fellow in Humanities an der Universität Hongkong.
Neben ihrer Karriere als Autorin ist Lung eine eloquente Rednerin in Mandarin und Englisch und erhält häufig Einladungen zu Vorträgen weltweit, die oft ein großes Publikum anziehen.
Ihr 2016 erschienenes Buch Qingting (傾聽, 2016, Listening) ist eine Zusammenstellung von 23 Reden, die für ein Lesepublikum herausgegeben wurden.
Im Jahr 2018 veröffentlichte sie Tianchangdijiu: Gei Meijun de Xin (天長地久: 給美君的信, 2018, Eternal Love: Letters to Meijun). Im Vorwort sagte Lung, sie sei skeptisch, ob das Schreiben noch relevant sei, nachdem sie während ihrer Erfahrung im öffentlichen Dienst den Zusammenbruch einer Ära und die Desillusionierung der Werte miterlebt hatte. Dieses Buch stellt ihren Versuch dar, reine Absichten wiederzuentdecken – durch persönliche Reflexionen über Leben, Tod und Liebe für ältere und jüngere Generationen.
Lung zog 2017 nach Chaozhou, einer kleinen Stadt im Süden Taiwans, wo sie ihren ersten Roman Da Wu Shan Xia (大武山下, 2020, Am Fuße des Berges Kavulungan) entwickelte. Die Geschichte konzentriert sich auf den Berg Da Wu (oder Berg Kavulungan in der Muttersprache) in Pingtung, Taiwan. Eine unbekannte Schriftstellerin, die den größten Teil ihres Lebens auf Wanderschaft verbracht hat, kehrt zu ihren ländlichen Wurzeln zurück und trifft auf ein mysteriöses 14-jähriges Mädchen, das sich auf eine Reise begibt, auf der Leben und Land, Pflanzen, Tiere und Geschichte von der gegenseitigen Verbindung zeugen Schicksal. „Mit der grenzenlosen Neugier eines Kindes, der Hartnäckigkeit eines investigativen Feldforschers, der ätherischen und anmutigen Prosa eines literarischen Künstlers und der tiefgründigen und majestätischen Sprache malt Lung die Welt des Da Wu Mountain … Sie erforscht philosophische Reflexionen über das Leben und zeigt eine tiefe Sorge um das Land und seine Kultur.“„Die grundlegende Fähigkeit eines jeden Schriftstellers besteht darin, den Lesern Dinge zu zeigen, die sie sonst nicht gesehen hätten“, sagt Lung. Sie stellt auch Hunderte von Pflanzen- und Tierarten dar, und das Buch enthält von ihr selbst handgezeichnete Illustrationen.
Lung wurde auf Facebook aktiv und teilte oft ihre ländlichen Erfahrungen mit ihren Lesern. Während der Proteste in Hongkong 2019–2020 schrieb Lung in einem Beitrag, dass die Teilnehmer wie „ein auf dem Boden des Gartens liegendes Ei“ seien, das „einer Wand aus Eisen und Stahl“ gegenübersteht. „Wie behandeln wir ein Ei? Wir bücken uns, heben es vorsichtig auf, wiegen es in unseren Handflächen und achten darauf, dass es nicht zerbricht.“ Als Reaktion darauf warf ihr die Tageszeitung „People's Daily“ vor, die „gewalttätigen Randalierer“ zu ignorieren, und griff die „Beschränktheit ihres Denkens“ an. In einem Interview mit der Nikkei Asian Review sagte Lung, sie wünsche sich, dass die Politiker in Peking genug Weisheit hätten, um die Situation tiefer zu verstehen und mit längeren Ansichten und Perspektiven in die Zukunft zu blicken.
Als die militärischen Spannungen über die Taiwanstraße eskalierten, veröffentlichte Lung eine Nachricht auf Facebook, in der er die zerstörerischen Auswirkungen des Krieges auf die Zivilisation hervorhob, und schloss mit „Egal, was Sie sagen, ich bin gegen den Krieg.“ Diese Aussage löste eine Debatte in Taiwan aus, wo die Menschen politisch gespalten sind und polarisierte Ansichten über die Zukunft der Insel haben. Einige kritisierten sie dafür, dass sie „nur gegen den Krieg sprach und es nicht wagte, Opposition gegen die Kommunistische Partei zu äußern“.
Lung schreibt weiterhin für internationale Leser. 2019 schrieb sie für The Berlin Pulse „23 Millionen Menschen auf einem Kanu: Warum Europa sich um Taiwans Zukunft kümmern sollte“. Im Jahr 2023 veröffentlichte sie in der New York Times einen Gastaufsatz über die Perspektiven auf die Stimmung vor Ort unter den Spannungen über die Taiwanstraße.
Im Laufe ihrer vier Jahrzehnte währenden Karriere als Autorin wurde Lung mit zahlreichen Angriffen konfrontiert. In ihrer Jugend galt Lung bei Konservativen als Unruhestifterin. In ihren mittleren Jahren kritisierten Taiwans Lokalisten sie, bezeichneten sie als Befürworterin der Vereinigung oder behaupteten Verbindungen zur Kommunistischen Partei Chinas. Festlandchina verbot die meisten ihrer Bücher, und einige beschuldigten sie sogar, sich für die Unabhängigkeit Taiwans einzusetzen. Diese widersprüchlichen Kommentare könnten als Beweis für Lungs Engagement dienen, „ein unabhängiger Stift für die Gesellschaft“ zu bleiben. „Sie ist die einzige Person in Taiwan, die es wagt, die Nationalistische Partei, die Demokratische Fortschrittspartei und die Kommunistische Partei zu kritisieren“, sagt Huang Ching-lung, ehemaliger Chefredakteur der China Times, und sie sei daher „dazu verdammt, einsam zu sein.“

## Persönliches Leben
Lung hat zwei Söhne aus ihrer früheren (und einzigen) Ehe mit einem Deutschen. Eines von Lungs Büchern, Qin Ai De Andelie (親愛的安德烈, 2007, Dear Andreas), ist eine Sammlung von Briefen und E-Mails zwischen ihr und ihrem älteren Sohn. Derzeit kümmert sie sich um ihre Mutter, während sie sich hauptberuflich dem Schreiben widmet und in Taitung am Pazifischen Ozean lebt.